# Karl Giesenhagen
Karl Friedrich Georg Giesenhagen, född 18 juni 1860 i Teterow, död 7 april 1928 i München, var en tysk botaniker.
Giesenhagen blev professor i botanik och farmakognosi vid Münsters veterinärmedicinska fakultet 1907. Han företog 1899–1900 en vetenskaplig forskningsresa till Nederländska Indien, skildrad i Auf Java und Sumatra (1902). Gisenhausen utgav vidare, förutom ett flertal arbeten över kryptogamernas, särskilt ormbunkarnas systematik och biologi, Lehrbuch der Botanik (1894, 10:e upplagan 1928), Unsere wichtigsten Kulturpflanzen (1899, 2:a upplagan 1907) och Studien über die Zellteilung im Pflanzen-reiche (1905).